# Gonzalo Serrano
Gonzalo Serrano Rodríguez (Madrid, 17 agosto 1994) è un ciclista su strada spagnolo che corre per la Movistar Team; è professionista dal 2018.

## Palmarès
- 2020 (Caja Rural, una vittoria)

2ª tappa Vuelta a Andalucía (Siviglia > Iznájar)
- 2021 (Movistar Team, una vittoria)

1ª tappa Vuelta a Andalucía (Mijas > Zahara)
- 2022 (Movistar Team, due vittorie)

4ª tappa Tour of Britain (Redcar > Duncombe Park)
Classifica generale Tour of Britain
- 2023 (Movistar Team, una vittoria)

Grand Prix de Wallonie

### Altri successi
- 2020 (Caja Rural)

Classifica scalatori Volta a la Comunitat Valenciana

## Piazzamenti

### Grandi Giri
- Vuelta a España

2019: 135º
2020: 57º

### Classiche monumento
- Milano-Sanremo

2021: 25°
2022: 41º
2023: 25º
2024: 26º
2025: 62º
- Giro delle Fiandre

2021: 66º
2025: 106º
- Parigi-Roubaix

2025: ritirato
- Liegi-Bastogne-Liegi

2021: 118º
2023: 72º
- Giro di Lombardia

2021: 102º

### Competizioni mondiali
- Campionati del mondo su strada

Doha 2016 - Cronometro Under-23: 31º
Doha 2016 - In linea Under-23: 44º
Fiandre 2021 - In linea Elite: 44º
Glasgow 2023 - In linea Elite: ritirato

### Competizioni europee
- Campionati europei su strada

Plumelec 2016 - Cronometro Under-23: 25º
Plumelec 2016 - In linea Under-23: 19º
Glasgow 2018 - In linea Elite: ritirato
Plouay 2020 - In linea Elite: 24º